# Nombre de pila chino
Los nombres de pila chinos (en chino, 名; pinyin, míng) son los nombres de pila adoptados por los hablantes de la lengua china, tanto en los países de mayoría sinófona como en la diáspora china.

## Descripción
Los nombres de pila chinos se componen casi siempre de uno o -normalmente- dos caracteres y se escriben después del apellido. Así, Wei (伟) de la familia Zhang (张) se llama «Zhang Wei» y no «Wei Zhang». En contraste con la relativa escasez de apellidos chinos, los nombres de pila pueden teóricamente incluir cualquiera de los 100 000 caracteres de la lengua china y contener casi cualquier significado.
En China se considera una falta de respeto poner a un niño el nombre de un pariente mayor, y una mala práctica y una desventaja para la fortuna del niño copiar los nombres de celebridades o figuras históricas famosas. Un nombre común como «Liu Xiang» podía pertenecer a decenas de miles de personas, pero por lo general no se llamaban como el atleta. En la época del Imperio Chino existía un tabú aún más fuerte sobre los nombres, cuando otros portadores del nombre del emperador podían ser castigados gravemente por no haber cambiado su nombre tras su ascensión. Del mismo modo, es bastante raro ver que los niños chinos lleven el mismo nombre que sus padres; los ejemplos más cercanos suelen incluir pequeñas diferencias, como el hijo del ex primer ministro Li Peng, que se llama Li Xiaopeng.
Aparte de los nombres generacionales, los nombres de los hermanos también suelen estar relacionados de otras formas. Por ejemplo, el nombre de un hijo puede incluir un carácter que signifique «Sol» (阳 o 日) mientras que su hermana tendría el carácter de «Luna» (月) o un carácter que incluya el radical lunar. También es frecuente dividir palabras chinas modernas -que ahora suelen constar de dos caracteres de significado similar tanto entre sí como a la palabra completa- entre un par de hijos, como Jiankang (健康, «sano») que aparece en los nombres de los hijos como -jian (健, «fuerte») y -kang (康, «sano»).

## Romanización
El uso correcto de la romanización pinyin significa tratar un nombre de pila chino como una sola palabra sin espacio entre las letras de los dos caracteres: por ejemplo, el nombre común 王秀英 se escribe correctamente con sus marcas de tono como Wáng Xiùyīng o sin ellas como Wang Xiuying, pero no debe escribirse como Wang Xiu Ying, Wang XiuYing, Wangxiuying, etc. El anterior sistema Wade-Giles conseguía el mismo efecto separando el nombre entre los caracteres: por ejemplo, el mismo nombre se escribiría como Wang2 Hsiù4-yīng1. Sin embargo, muchos chinos no siguen estas reglas y romanizan sus nombres con un espacio entre cada uno. Esto puede hacer que quienes no hablan chino interpreten erróneamente los nombres como divisibles.